# Золотий м'яч 1963
«Золотий м'яч 1963»

17 грудня 1963
Найкращий футболіст Європи: 
 Лев Яшин
 (вперше)

← 1962 * Золотий м'яч * 1964 →
Золотий м'яч 1963 року — 8-ме щорічне вручення нагороди найкращому футболісту Європи, за підсумками опитування від журналу «Франс Футбол».

## Процедура голосування
Участь у голосуванні за визначення найкращого футболіста в Європі взяли представники 21 футбольної асоціації УЄФА, зокрема: Австрії, Англії, Бельгії, Болгарії, Греції, Данії, Іспанії, Італії, Люксембурга, Нідерландів, Польщі, Португалії, СРСР, Туреччини, Угорщини, Франції, ФРН, Чехословаччини, Швейцарії, Швеції та Югославії. Дебютували представники Данії та Люксембурга. СРСР п'ятий рік поспіль представляв Лев Філатов з газети «Советский спорт».
Кожен із членів журі обирав п'ятьох футболістів, які, на його думку, є найкращими гравцями Європи. За перше місце нараховували 5 очок, за друге — чотири, за третє — три, за четверте — два, за п'яте — одне очко. Максимально переможець міг отримати 105 очок.
Результати голосування були опубліковані 17 грудня 1963 року в журналі France Football (№ 927).

## Підсумки голосування
Володарем нагороди став 34-річний радянський воротар клубу «Динамо» (Москва) Лев Яшин.
| Місце | Гравець               | Клуб              | Країна         | Очки | %      | Місця | Місця | Місця | Місця | Місця | К-ть голосів |
| Місце | Гравець               | Клуб              | Країна         | Очки | %      | 1-ше  | 2-ге  | 3-тє  | 4-те  | 5-те  | К-ть голосів |
| ----- | --------------------- | ----------------- | -------------- | ---- | ------ | ----- | ----- | ----- | ----- | ----- | ------------ |
| 1     | Лев Яшин              | Динамо (Москва)   | СРСР           | 73   | 69,5 % | 11    | 3     | 1     | 1     | 1     | 17           |
| 2     | Джанні Рівера         | Мілан             | Італія         | 55   | 52,3 % | 5     | 3     | 3     | 4     | 1     | 16           |
| 3     | Джиммі Грівз          | Тоттенгем Готспур | Англія         | 50   | 47,6 % | 2     | 4     | 6     | 3     |       | 15           |
|       |                       |                   |                |      |        |       |       |       |       |       |              |
| 4     | Деніс Лоу             | Манчестер Юнайтед | Шотландія      | 45   | 42,9 % | 2     | 4     | 3     | 4     | 2     | 15           |
| 5     | Еусебіу               | Бенфіка           | Португалія     | 19   | 18,1 % |       | 2     | 2     | 2     | 1     | 7            |
| 6     | Карл-Гайнц Шнеллінгер | Кельн Мантова     | Німеччина      | 16   | 15,2 % |       | 1     | 4     |       |       | 5            |
| 7     | Уве Зеелер            | Гамбург           | Німеччина      | 9    | 8,6 %  | 1     | 1     |       |       |       | 2            |
| 8     | Боббі Чарлтон         | Манчестер Юнайтед | Англія         | 5    | 4,8 %  |       | 1     |       |       | 1     | 2            |
| 8     | Джованні Трапаттоні   | Мілан             | Італія         | 5    | 4,8 %  |       | 1     |       |       | 1     | 2            |
| 8     | Луїс Суарес           | Інтернаціонале    | Іспанія        | 5    | 4,8 %  |       |       |       | 2     | 1     | 3            |
|       |                       |                   |                |      |        |       |       |       |       |       |              |
| 11    | Жозе Алтафіні         | Мілан             | Італія         | 4    | 3,8 %  |       | 1     |       |       |       | 1            |
| 11    | Поль ван Гімст        | Андерлехт         | Бельгія        | 4    | 3,8 %  |       |       | 1     |       | 1     | 2            |
| 13    | Омар Сіворі           | Ювентус           | Італія         | 3    | 2,8 %  |       |       | 1     |       |       | 1            |
| 13    | Флоріан Альберт       | Ференцварош       | Угорщина       | 3    | 2,8 %  |       |       |       | 1     | 1     | 2            |
| 13    | Гаррі Більд           | Норрчепінг        | Швеція         | 3    | 2,8 %  |       |       |       | 1     | 1     | 2            |
| 13    | Йозеф Масопуст        | Дукла             | Чехословаччина | 3    | 2,8 %  |       |       |       | 1     | 1     | 2            |
| 17    | Жеф Журіон            | Андерлехт         | Бельгія        | 2    | 1,9 %  |       |       |       | 1     |       | 1            |
| 17    | Карой Шандор          | МТК               | Угорщина       | 2    | 1,9 %  |       |       |       | 1     |       | 1            |
| 17    | Робер Ербен           | Сент-Етьєн        | Франція        | 2    | 1,9 %  |       |       |       |       | 2     | 2            |
| 17    | Чезаре Мальдіні       | Мілан             | Італія         | 2    | 1,9 %  |       |       |       |       | 2     | 2            |
| 21    | Маріу Колуна          | Бенфіка           | Португалія     | 1    | 0,9 %  |       |       |       |       | 1     | 1            |
| 21    | Оке Юганссон          | Норрчепінг        | Швеція         | 1    | 0,9 %  |       |       |       |       | 1     | 1            |
| 21    | Манфред Кайзер        | Ерцгебірге Ауе    | НДР            | 1    | 0,9 %  |       |       |       |       | 1     | 1            |
| 21    | Метін Октай           | Галатасарай       | Туреччина      | 1    | 0,9 %  |       |       |       |       | 1     | 1            |
| 21    | Сватоплук Плускал     | Дукла             | Чехословаччина | 1    | 0,9 %  |       |       |       |       | 1     | 1            |

## Цікаві факти
- Розподіл по амплуа серед 25 футболістів згаданих в анкетах наступний: 1 воротар, 4 захисники, 9 півзахисників та 11 нападників.[1]
- 25 гравців згаданих в анкетах представляли 14 країн, з них найбільше було від Італії — 5 гравців, ще 7 країн представляли по 2 гравці.
- Вперше лауреатом трофею став представник радянської першості. Лідером за цим показником залишається іспанський чемпіонат — 4 трофеї.
- Лев Яшин є першим і єдиним на сьогоднішній день воротарем, який став володарем трофею «Золотий м'яч».
- Починаючи з першого вручення трофею у 1956 році, Лев Яшин був одним із найбільш стабільних його володарів. Двічі він посідав 5-те, а один раз — 4-те місце. І тільки раз — у 1962 році його прізвище не було згадано в анкетах респондентів.
- Вперше серед номінантів були представники НДР та Туреччини. Загальна кількість країн, чиї представники згадувалися серед номінантів, досягла 22.